# Донецкое море (водохранилище)
Донецкое море (укр. Донецьке море) — крупнейшее водохранилище Донецка, искусственный водоём в Ленинском районе на южной границе города. Площадь водного зеркала с двумя большими заливами 206 га, объём 0,07 км³, максимальная глубина — 17 метров. Высота над уровнем моря — 126,7 м. Координаты 47°55’44’’ северной широты 37° 47’56’’ восточной долготы.
Тип питания этого водоёма по гидрологической классификации — атмосферный, то есть полноводность водоёма напрямую зависит от количества осадков. Засушливые годы и неконтролируемый отвод воды для полива могут привести к экологической катастрофе.
К Донецкому морю примыкают микрорайоны Широкий, Пятихатки и Авдотьино. У водохранилища расположена зелёная зона, излюбленное место дончан для дикого отдыха. В последние годы искусственный водоём стал пересыхать, уровень воды упал на 4 метра, берега ушли на 20-30 метров.

## История
Изначально Донецкое море было карьером, на дне которого было несколько родников. При углублении карьер постоянно заполнялся водой, быстро откачивать которую не представлялось возможным, вследствие чего добычу полезных ископаемых прекратили, а карьер постепенно заполнился водой. Впоследствии был назван Донецким морем.
В 1966 году подготовили котлован, а в 1967-м построили бетонную плотину, перекрыв течение речки Широкой. Сейчас глубина в середине водоёма 5-6 метров, у плотины 10 метров. Длина плотины — 820 м, ширина — 10 м.
Последние 13 лет в его воде лактозопозитивных кишечных палочек в 10 раз больше нормы. По результату проб воды на микробиологический и химический анализы, в водоёме запрещено купаться.